# Svět podle Garpa
Svět podle Garpa (The World According to Garp) je román amerického spisovatele Johna Irvinga, který začínal svou tvorbu na sklonku 60. let. Po románech Svobodu medvědům (1968), Pitná kúra (1972) a Stopadesátiosmilibrový sňatek (1974) zazářil bestsellerem Svět podle Garpa (1978), který se dočkal ohlasu po celém světě a překladu do mnoha jazyků. Jde o groteskní románovou metaforu přítomnosti zla a strachu z něj v americké společnosti. Do češtiny román přeložil Radoslav Nenadál.

## Postavy
Ústředními postavami jsou spisovatel T. S. Garp a jeho matka Jenny Fieldsová, zdravotní sestra. Podstatnější rolí hrají také Garpova manželka Helena a jejich děti, vydavatel jeho knih John Wolf, transexuálka (bývalý hráč amerického fotbalu) Roberta Muldonová nebo Ellen Jamesová.

## Děj a kompozice
Román je fiktivní biografií spisovatele T. S. Garpa (pojmenován podle svého otce Technika Seržanta Garpa, o kterého se Jenny stará v nemocnici, záhy po zplození Garpův otec umírá) a jeho matky Jenny Fieldsové (opovrhuje muži a systémem světa), která pracuje jako zdravotní sestra v chlapecké střední škole ve Steeringu, kde také Garp později studuje. Garp se zde seznámí s Helenou Holmovou, která prohlásila, že se provdá jedině za spisovatele – a Garp se tedy touží stát spisovatelem, aby ji získal. Po dokončení studií se Garp s Jenny odstěhují do Vídně, Jenny sepíše svůj příběh, který vychází pod názvem Sexuálně podezřelá (kniha se stává „feministickou biblí“) a Garp napíše povídku Penzion Grillparzer. Jenny s Garpem se vrací do USA, Garp se ožení s Helenou, krátce na to se jim narodí syn Duncan. Helena vyučuje angličtinu, Garp sepisuje svůj první román, Helenu několikrát podvede s dívkami najatými na hlídání Duncana. Garp trpí přehnanými úzkostmi o svou rodinu. Později se manželům narodí druhý syn Walt. Helena prožívá románek se studentem Michaelem Miltonem. Garpovi vychází nepříliš úspěšné romány Otálení a Druhý dech paroháče. Přijde na nevěru své manželky a souhrou náhod dojde k tragické autonehodě, při níž Helenin milenec v autě při orálním sexu přichází o penis, Walt o život a Duncan o oko. Garp se z tragédie nikdy nevzpamatuje. Jenny Fieldsová, která zřídila ve svém domě v New Hampshire sanatorium pro ženy poznamenané či ohrožované mužským světem, se ujme Garpa a jeho rodiny, která se u ní léčí z tragické události. Později se manželům narodí dcera Jenny a Garp napíše svůj třetí román, Svět podle Bensenhavera, který z něj učiní známého spisovatele. S rodinou se přesídlí opět do Vídně, v jejich nepřítomnosti umírá Helenin otec a antifeministou je zabita Garpova matka. Z její pozůstalosti vznikla nadace v Dog's Head Harbor, aby pomáhala ženám v nouzi. Po návratu z Vídně se Garpova rodina usazuje ve Steeringu, kde Garp koupí sídlo zakladatelů střední školy. S Helenou se také ujímají Ellen Jamesové, znásilněné holčičky, které její násilník vyřízl jazyk, aby se o jeho zločinu nedověděla policie. Policie pachatele přesto dopadla. Některé feministky se rozhodly následovat Ellen Jamesovou tak, že si rovněž vyříznou jazyk, což Garpovi připadá nesmyslné, a rovněž Ellen Jamesová své stoupenkyně nenávidí. Garp je zaskočen slávou, kterou mu přinesl jeho román, a upadá do hluboké paranoie a strachu o svou rodinu a své přátele. Začíná znovu psát. Ve třiatřiceti letech ho v tělocvičně zastřelí členka hnutí Ellen Jamesové, bývalá spolužačka Plína Pú Percyová, která se domnívá, že Garp je odpovědný za smrt její sestry (s níž měl v mládí milostný vztah). Garp po sobě zanechal nedokončený román Iluze mého otce.
Kniha je provázána množstvím intertextových vztahů, poskládána z útržků textů, které Jenny nebo Garp napsali či řekli. Některé pasáže parafrázují obsahy jejich děl, části rukopisů jsou otištěny celé. Jenny se proslavila autobiografií Sexuálně podezřelá, která vzbudila v Americe skandál a byla dezinterpretována v duchu politických zájmů. Neortodoxní je i tvorba Garpova. Ve svých knihách reflektuje zkušenost s amorální a životu nebezpečnou americkou společností, plnou arogance a násilí. Garp je posedlý strachem z nebezpečí číhajícího na jeho blízké na každém kroku a snaží se ho minimalizovat absurdním systémem preventivních ochran. Čím úzkostlivěji ale střeží bezpečí rodiny, tím větším postrachem se pro ni stává. Způsobí i smrt vlastního syna. Svět podle Garpa je kniha mnohovrstevnatá, dotýká se řady závažných společenských problémů od politiky přes menšinovou sexualitu po problém prostého ozbrojeného násilí.

## Jazyk a styl
Irving komponuje román na hranici reálna a fantaskna a projevuje značný smysl pro ironii a nadsázku. Balancuje mezi žánrem grotesky a zcela vážně společensko-kritické prózy. Používá prvků tragédie i komedie, satiry, parodie, absurdní komiky i černého humoru. Fabulační hříčky střídají seriózně pojaté pasáže. Garpův obsedantní strach a všudypřítomné nebezpečí vyjadřuje metaforický obrat „Spodní výr“, pojmenovaný podle dětské fantazijní představy netvora číhajícího v hlubinách moře. Důležitým prvkem Irvingovy tvůrčí metody je budování významových, formálních a jazykových kontrastů, podtrhujících ještě absurdnost usilování postav – Roberta svobodně mění pohlaví, aby pak nemusela přijmout i neutěšený ženský úděl, kniha Jenny Fieldsové je politicky dezinterpretována a vede k její vraždě, průměrný spisovatel Garp bohatne na kontroverzích vzbuzujících obdiv i odpor zároveň a stává se slavný způsobem, který se mu příčí. Umírá nesmyslně, rukou pomýlené fanatičky – jeho smrt je pomstou za něco, co nespáchal.

## Okolnosti vzniku díla
2. polovina 70. let v americké próze je příznačná hledáním velkého tématu pro román, naléhavého a širokého společenského záběru. Po dobrých, ale v širokém literárním kontextu průměrných třech románech, se Irving projevil mimořádným dílem Svět podle Garpa. Román je úzce spjat s americkou kulturou a společností, potažmo lze ovšem jeho „apokalyptickou“ vizi vztáhnout na celý západní svět.

## Vliv díla
Ve stejné době vznikají klíčové romány americké prózy, jako např. Sophiina volba Williama Styrona (1979), Žoldáci Roberta Stona (1974) či Věznice Falconer Johna Cheevera (1977). Text Garpovy povídky Penzion Grillparzer, respektive jeho motivy, rozpracoval Irving ve svém dalším románu Hotel New Hampshire (1981). Jako jeden z prvních amerických spisovatelů se Irving pokusil posunout zobrazování zla a násilí do výrazně grotesknější roviny, skloubil naturalistické líčení zvrácenosti světa s ironickou nadsázkou.
Vydání románu vzbudilo v Americe doslova „garpománii“ – Garp se stal jakýmsi „hrdinou své doby“, idolem mládeže a symbolem specifického postoje vůči americké společnosti. Garpovi fanoušci demonstrovali své sympatie např. tričky s nápisem „Pozor na Spodního výra!“ nebo „Věřím v Garpa“. Brzy po svém vydání, v roce 1982, byl román zfilmován. Film režíroval George Roy Hill a v jedné ze svých prvních filmových rolí v něm Garpa hrál americký herec Robin Williams.

## Ukázka
„Začínalo mi z toho být podivně,“ napsal Garp, „když jsem si uvědomil, kolikrát už jsem se v životě setkal se znásilněním.“ Měl zřejmě na mysli desetileté děvčátko v městském parku a jedenáctiletou Ellen Jamesovou a tu hroznou společnost kolem ní – a ty matčiny zmrzačené ženy s tou jejich symbolickou neschopností mluvit, kterou si samy přivodily. Později napsal Garp román, který také pojednával o znásilnění. Urážlivost znásilnění spočívala pro Garpa v okolnosti, že to byl čin, který v něm vyvolával hnus nad sebou samým – nad vlastními mužskými instinkty, jež byly jinak nenapadnutelné. Nikdy neměl pocit, že by chtěl někoho znásilnit; ale znásilnění podle Garpova mínění vnukává mužům pocit viny v důsledku vnitřní spřízněnosti.

## Česká vydání
- Svět podle Garpa, přel. a doslov naps. Radoslav Nenadál, 1. vyd., Praha : Odeon, 1987, 587 s.
- Svět podle Garpa, přel. a doslov naps. Radoslav Nenadál, 2. vyd., Praha : Odeon, 1990, 559 s.
- Svět podle Garpa, přel. a doslov naps. Radoslav Nenadál, 3. vyd., Praha : Odeon, 1994, 587 s.
- Svět podle Garpa, přel. a doslov naps. Radoslav Nenadál, 4. vyd., v Knižním klubu 1., Praha : Knižní klub, 1999, 521 s.
- Svět podle Garpa, přel. Radoslav Nenadál, 5. vyd., Praha : Odeon, 2003
- Svět podle Garpa, přel. Radoslav Nenadál, Praha : pro edici Světová literatura Lidových novin vydalo nakl. Euromedia Group, 2005, 515 s.
- Svět podle Garpa, přel. Radoslav Nenadál, 7. vyd., v Euromedia Group 4., Praha : Odeon, 2008
- Svět podle Garpa, přel. Radoslav Nenadál, 8. vyd., v Euromedia Group 5., Praha : Odeon, 2015